# Un amour sans limite
Pour plus de détails, voir Fiche technique et Distribution.
Un amour sans limite (Rasmus und Johanna) est un téléfilm allemand réalisé par Gunter Krää et diffusé en 2008.

## Synopsis
Les familles Palmquist et Johannsen se détestent depuis des générations. Hélène Palmquist (Sabine Postel), veuve et directrice d’un hôtel, vient d’être élue maire, ayant réussi à évincer son grand rival, Pierre Johannsen (Jürgen Heinrich). Elle est soulagée par le retour au pays de sa fille Johanna qui va pouvoir la seconder à l’hôtel. Quant à Pierre, également directeur d’hôtel, il entretient des rapports conflictuels avec son fils, Rémi (Jochen Schropp), qui ne souhaite pas prendre la succession. Rémi et Johanna qui ne s’étaient pas revus depuis l’enfance vont tomber amoureux l’un de l’autre et braver les interdictions familiales. Alors qu’ils essaient de tout faire pour les séparer, Hélène et Pierre vont découvrir que l’histoire d’amour qu’ils ont eue ensemble dans leur jeunesse a elle aussi capoté à cause de leurs parents et qu’ils n’ont jamais cessé de s’aimer secrètement. Les deux familles ennemies vont se retrouver réunies…

## Fiche technique
- Titre original : Inga Lindström: Rasmus und Johanna
- Réalisateur : Gunter Krää
- Scénario : Christiane Sadlo
- Durée : 89 min
- Pays :  Allemagne
- Genre : Romance, Drame

## Distribution
- Jochen Schropp (de) : Rasmus Johannsen
- Julie Engelbrecht : Johanna Palmquist
- Sabine Postel : Ellen Palmquist
- Jürgen Heinrich : Per Johannsen
- Julia Malik : Linda Martin
- Tatjana Blacher (de) : Ulrika Bergmann
- Oliver Fleischer : Linus Marksen
- Bruno F. Apitz : Directeur du théâtre Ole Olsen
- Felix Hellmann : Pelle Martin
- Anja Klawun (de) : Edda Marksen
- Joachim Raaf : Enrico Alberti
- Herman Van Ulzen : Portier Karl

## Lieu de tournage
Stockholm,  Suède

## Autour du film
Le téléfilm est diffusé sur la chaîne TMC le 17 octobre 2013[réf. à confirmer].